# リーダーストア
リーダーストア（Reader Store）とは、ソニー（日本ではソニー・ミュージックエンタテインメント）が自社の電子書籍専用端末「Reader」、Android端末、PlayStation Vita、iOS端末向けにダウンロード販売で提供する電子書籍のオンラインストアである。
日本、北米、欧州、豪州の4地域でサービスが提供されていたが、2014年前半で日本以外の全ての地域でサービスを終了し、会員は楽天グループのkoboが引き継ぐことになった。

## 概要
ソニーとソニーマーケティングが運営する共通アカウントMy Sony IDをリーダーストアのユーザーアカウントとして登録・利用する。
決済手段は本人名義のクレジットカード、NET CASH（電子マネー）および、ソニーストアやリーダーストアでの購入・キャンペーンで贈呈される「ソニーポイント」利用のいずれかである（2013年10月時点）。
購入した電子書籍・デジタルコミックはMy Sony IDが失効しなければ何度でもダウンロードでき（一部商品はダウンロード期限が設定されているものもある）、購入時に使用したMy Sony IDにつき最大5台までの対応端末で同時に閲覧できる（マルチデバイス）。閲覧に当たっては初回起動時にMy Sony IDを機器やアプリに登録するアクティベーションが必要である。
閲覧端末がインターネット接続していれば、最後に閲覧したページを自動でリーダーストアにアップデートし、同じタイトルを改めて開いた時に最終ページを通知（別のマルチデバイスでも適応）する「最終ページ同期」機能が2012年9月発売のPRS-T2以降のソニーRederおよび各Rederアプリで開始された。
電子書籍配信のプラットフォームはソニー・KDDI・凸版印刷・朝日新聞社の合弁会社であるブックリスタが担当し、毎週金曜日に配信タイトルを更新している。
電子書籍ファイルのフォーマットは電子書籍・デジタルコミックのタイトルによって.Book・XMDF・EPUB3が使われており、Reader本体およびAndroid版では何れも対応しているが、PlayStation VitaとiOS版はEPUB3形式のコミック・雑誌（iOSのみ）しか対応していない。リーダーストア上でもファイル形式と対応機器をタイトル毎に掲載しているため購入には注意が必要である。

## 沿革
- 2008年10月1日 - アメリカ・カナダでサービス開始。
- 2010年12月10日 - 日本でサービス開始。
- 2011年10月28日 - ストアでの購入金額に応じたソニーポイントの還元を開始。同時に、ソニーポイントでの購入が可能になった。
- 2011年11月25日 - 書籍の年間購入数によって還元されるソニーポイントが増加する「優待プログラム」制度を導入。
- 2012年6月29日 - ソニーモバイルコミュニケーションズのスマートフォン、「Xperia」シリーズ用に電子書籍アプリ「reader™(xperia)」の提供を開始。[2]
- 2012年10月11日 - PlayStation Vita及びソニー製品以外のAndroid端末に電子書籍アプリ「Reader™」の提供を開始。
- 2013年4月9日 - 以下の点が改善された。
  - ログインIDの保存機能を追加
  - “いますぐ購入へ”機能の追加
  - “カート”“キープリスト”への連続投入機能を追加
  - 異なるデバイス向けのReader Store間でのキープリストおよびカートの共有
  - Reader Store表示の相互切替え機能を追加（スマートフォン及びタブレット版）
  - ソニーポイント利用についての改善。これまで全部利用しか出来なかったのが、一部のみの利用が可能になった。
- 2014年3月～6月 日本以外でのリーダーストアをサービス終了。
- 2014年6月26日 - パソコンブラウザでの閲覧に対応。
- 2016年8月1日 - 運営会社がソニーマーケティングからソニー・ミュージックエンタテインメントに変更[3]。

## 対応端末
詳細なアクセス方法は公式サイトを参照のこと。
Reader
- Reader専用のランチャーソフト「eBook Transfer for Reader」をインストールしたパソコンのブラウザで電子書籍を購入し、「購入済みタイトル」からランチャー経由でダウンロードを行い、Rederにコンテンツを転送する。
- 無線ネットワークモジュール（Wi-Fi/3G)内蔵モデルは本体からインターネット接続を行い、メニュー画面からストアを表示させてダウンロードが可能(ダイレクト購入のサポートは2017年5月7日までで終了した[4])。

Xperia、Sony Tablet、Walkman F、Zおよびその他のAndroid端末
Google PlayからAndroidアプリの「ソニーの電子書籍 Reader™」をダウンロードをする(ソニーの一部機種ではプリインストールされている)。アプリからストアにアクセスすることができる。
PlayStation Vita
- PS storeのアプリケーションから「電子書籍Reader™ for PlayStation®Vita」をダウンロードする。アプリからストアにアクセスすることができる。現状、EPUB3形式のコミックのみの閲覧に対応している。(2013年10月時点)

iOS端末
- App Storeから「ソニーの電子コミック・雑誌 Reader™(EPUB3専用)」をダウンロードする。アプリは閲覧と同期機能のみであり、アプリから直接ストアへのアクセスは不可。現状、EPUB3形式のコミック・雑誌のみの閲覧に対応している。(2013年10月時点)

パソコン
- ブラウザ配信にて閲覧できる。対応ブラウザはInternet Explorer10、11、Google Chromeの最新版となっている。なお、対応OSはWindows 7、Windows 8、Windows RT、Mac OS 10.8以上であり、Windows XP、Windows Vista、Mac OS 10.7以下での閲覧には対応していない[5]。